# Loing
Il Loing è un fiume della Francia centrale lungo 142,7 km ed è un affluente di sinistra della Senna. La sua sorgente è a Sainte-Colombe-sur-Loing, nel sud del dipartimento dello Yonne. Il suo corso attraversa i seguenti dipartimenti e città:
- Yonne: Saint-Fargeau, Bléneau
- Loiret: Châtillon-Coligny, Montargis
- Seine-et-Marne: Nemours, Moret-sur-Loing

Il fiume sfocia nella Senna a Saint-Mammès (alle coordinate: 48°23′13″N 2°48′09″E). La parte del canale Briare tra Rogny-les-Sept-Écluses e Montargis scorre parallelo al Loing.

## Affluenti
alla sinistra orografica
- il Vernisson, che nasce a La Bussière e sfocia nel Loing a Montargis.
- il Puiseaux che nasce ai Choux e sfocia nel Loing a Montargis.
- il Solin che nasce a Le Moulinet-sur-Solin e sfocia nel Loing a Châlette-sur-Loing.
- la Bézonde che nasce a Nesploy e sfocia nel Loing a Châlette-sur-Loing.
- il Fusain che nasce a Batilly-en-Gâtinais e sfocia nel Loing a Château-Landon.

alla destra orografica
- la Chasserelle che nasce presso il villaggio di Septfonds e sfocia nel Loing a Bléneau.
- il Milleron che nasce a Aillant-sur-Milleron e sfocia nel Loing a Châtillon-Coligny.
- il ru Simon che nasce a Aillant-sur-Milleron e sfocia nel Loing a Montbouy.
- l'Aveyron (l'antico Averon) che nasce a Champcevrais e sfocia nel Loing a Montbouy.
- l'Ouanne che nasce a Ouanne e sfocia nel Loing a Conflans-sur-Loing.
- la Cléry che nasce a Saint-Loup-d'Ordon e sfocia nel Loing a Fontenay-sur-Loing.
- le Betz che nasce a Domats e sfocia nel Loing a Dordives.
- il Lunain che nasce a Égriselles-le-Bocage e sfocia nel Loing a Épisy.
- l'Orvanne che nasce a Saint-Valérien e sfocia nel Loing a Moret-sur-Loing.

## Immagini del Loing

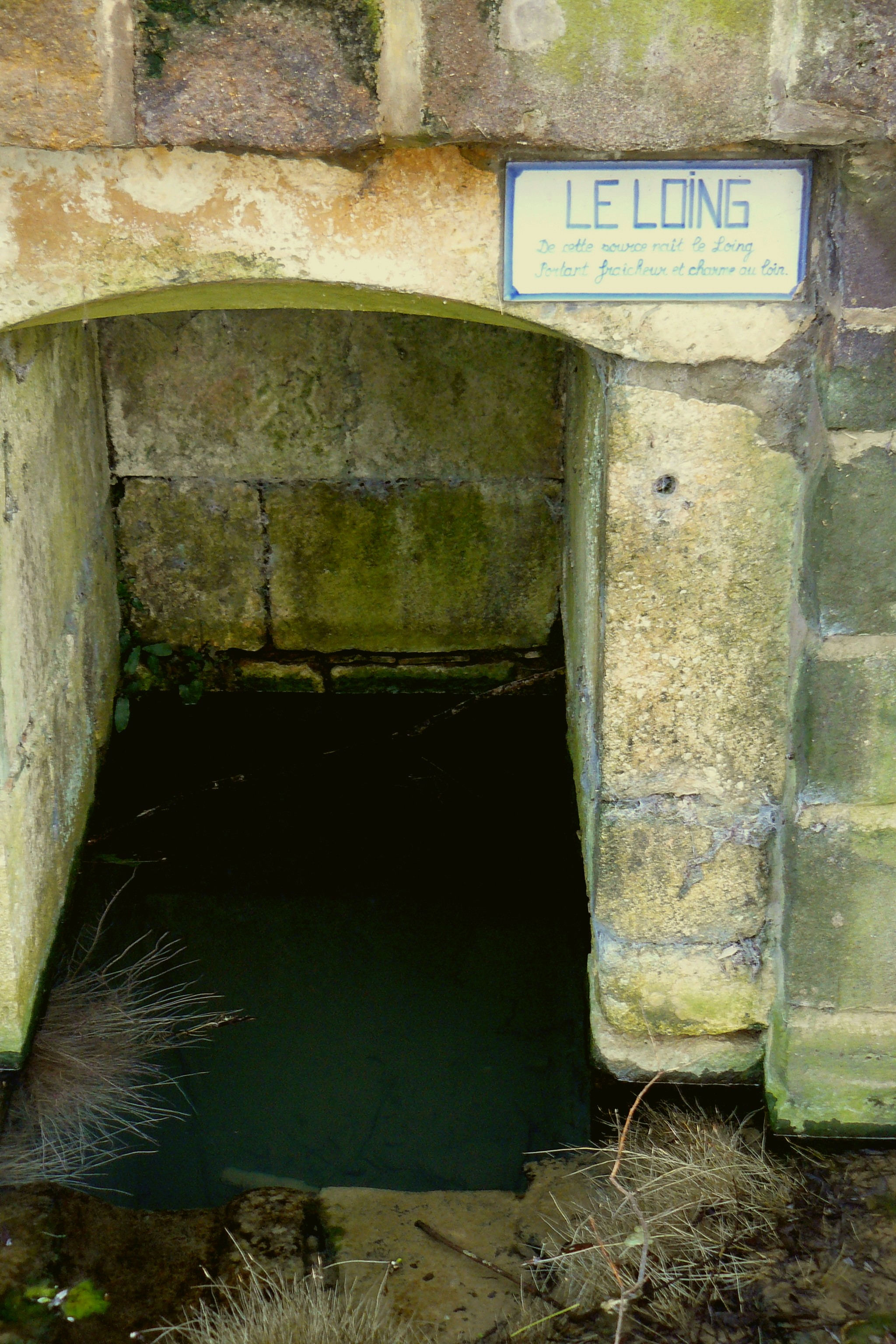
La sorgente del Loing a Sainte-Colombe-sur-Loing
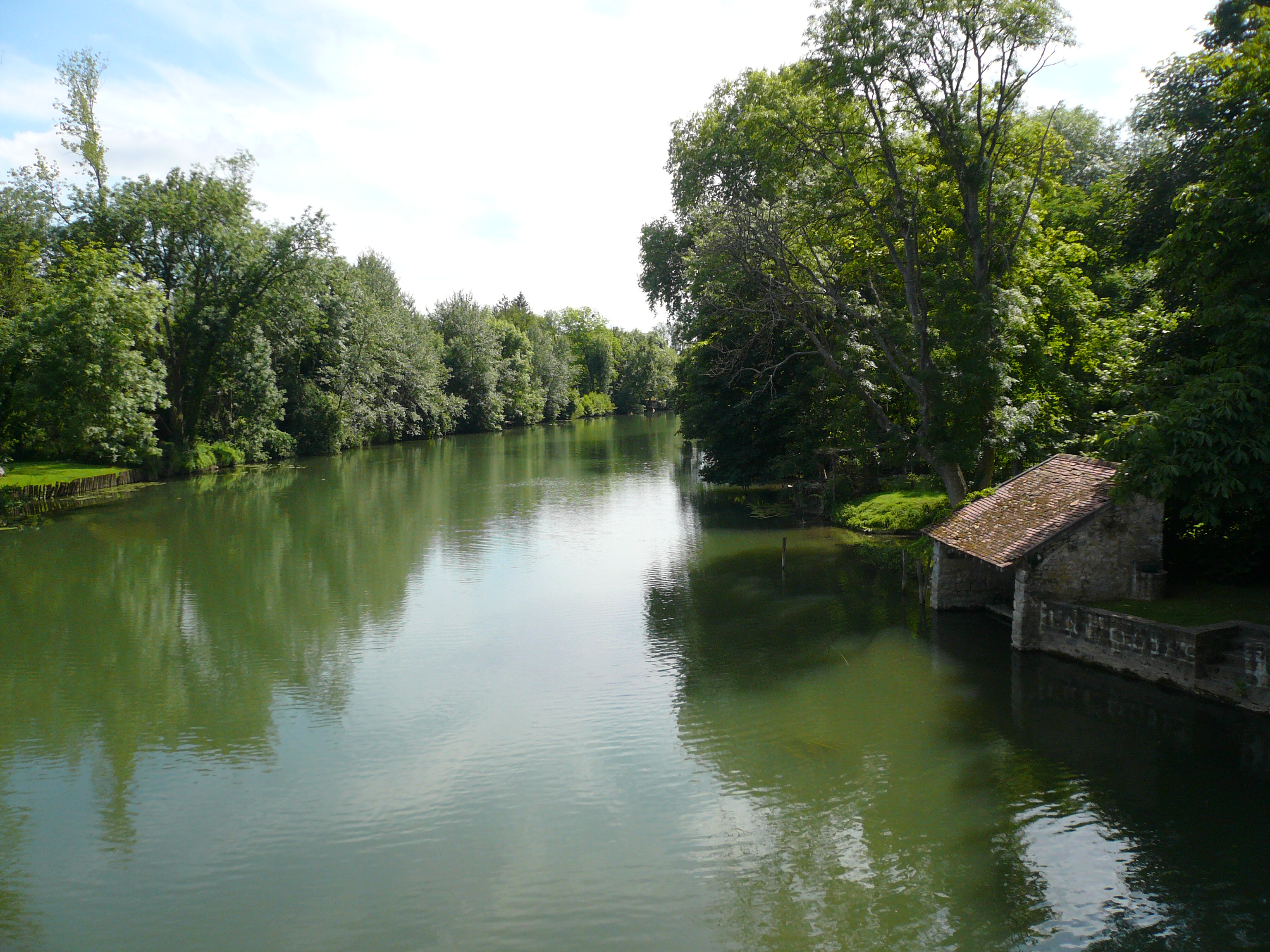
Il Loing a Grez-sur-Loing
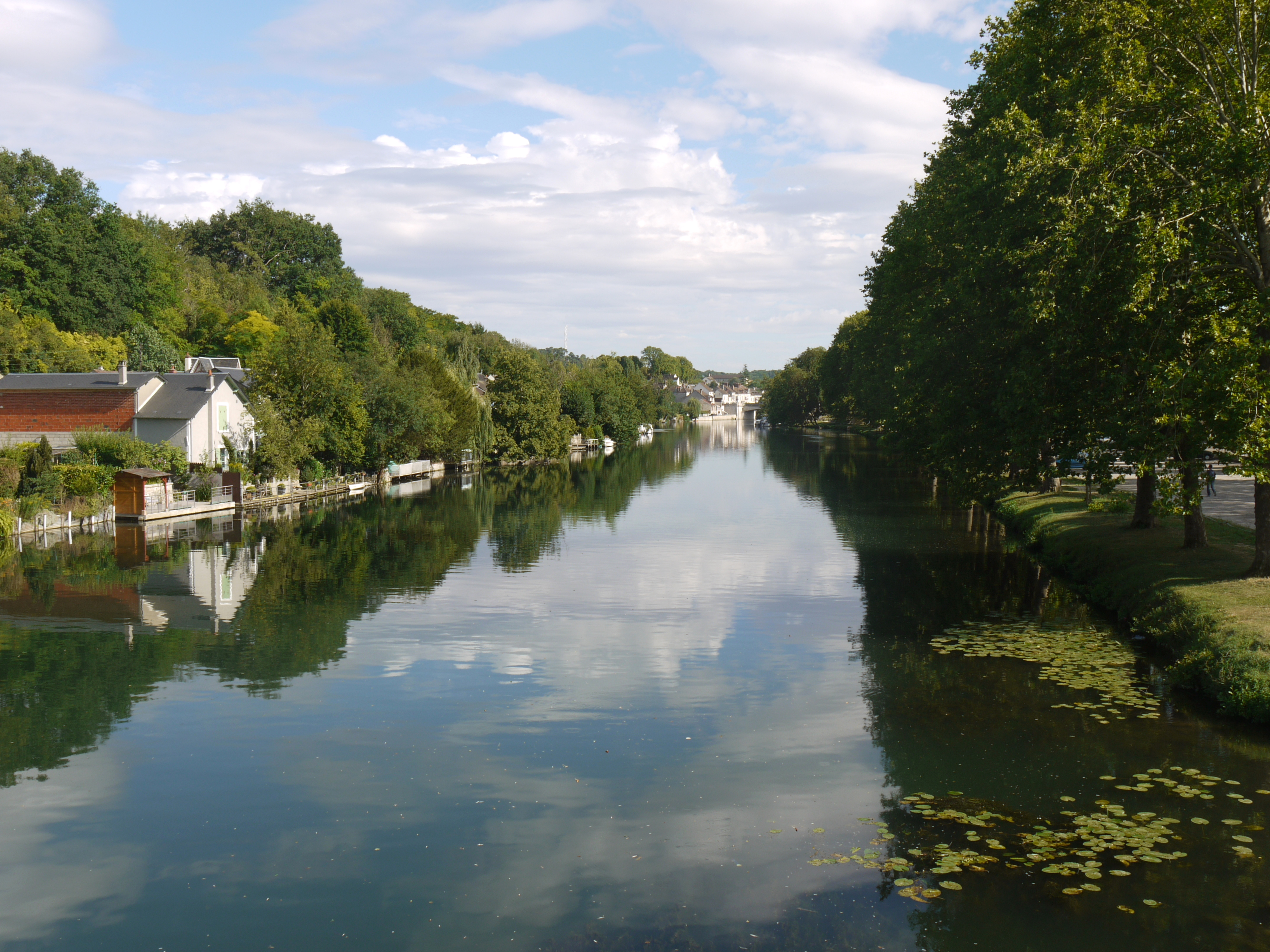
Il Loing a Nemours
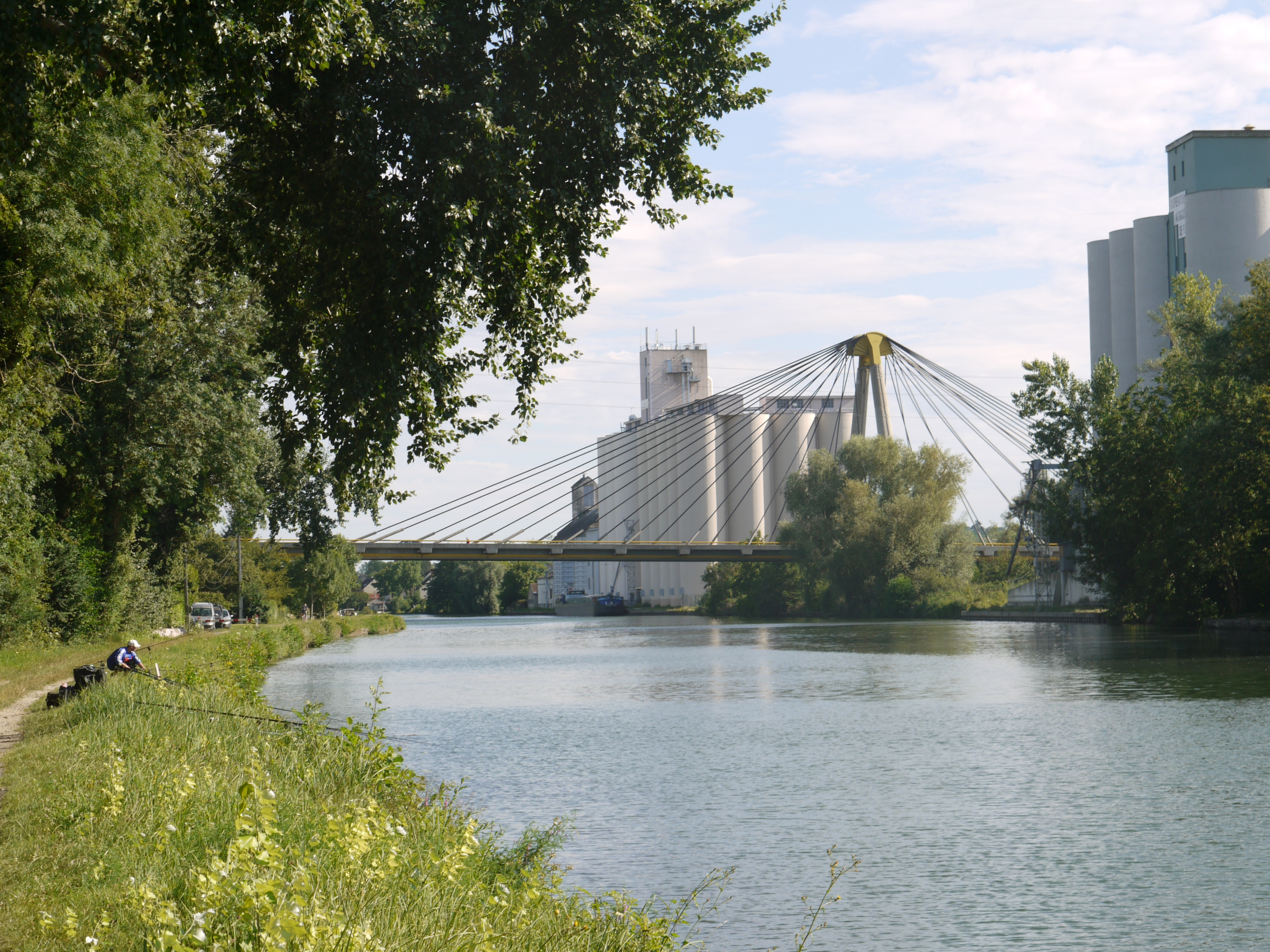
Silos di cereali su una delle due sezioni del Loing comuni con il canale del Loing presso Nemours

## Il Loing nella pittura
Numerosi pittori si sono ispirati al Loing per loro opere, tra i quali: 
- Alfred Sisley
- William Lamb Picknell
- Eugène Cicéri
- Eugène Galien-Laloue

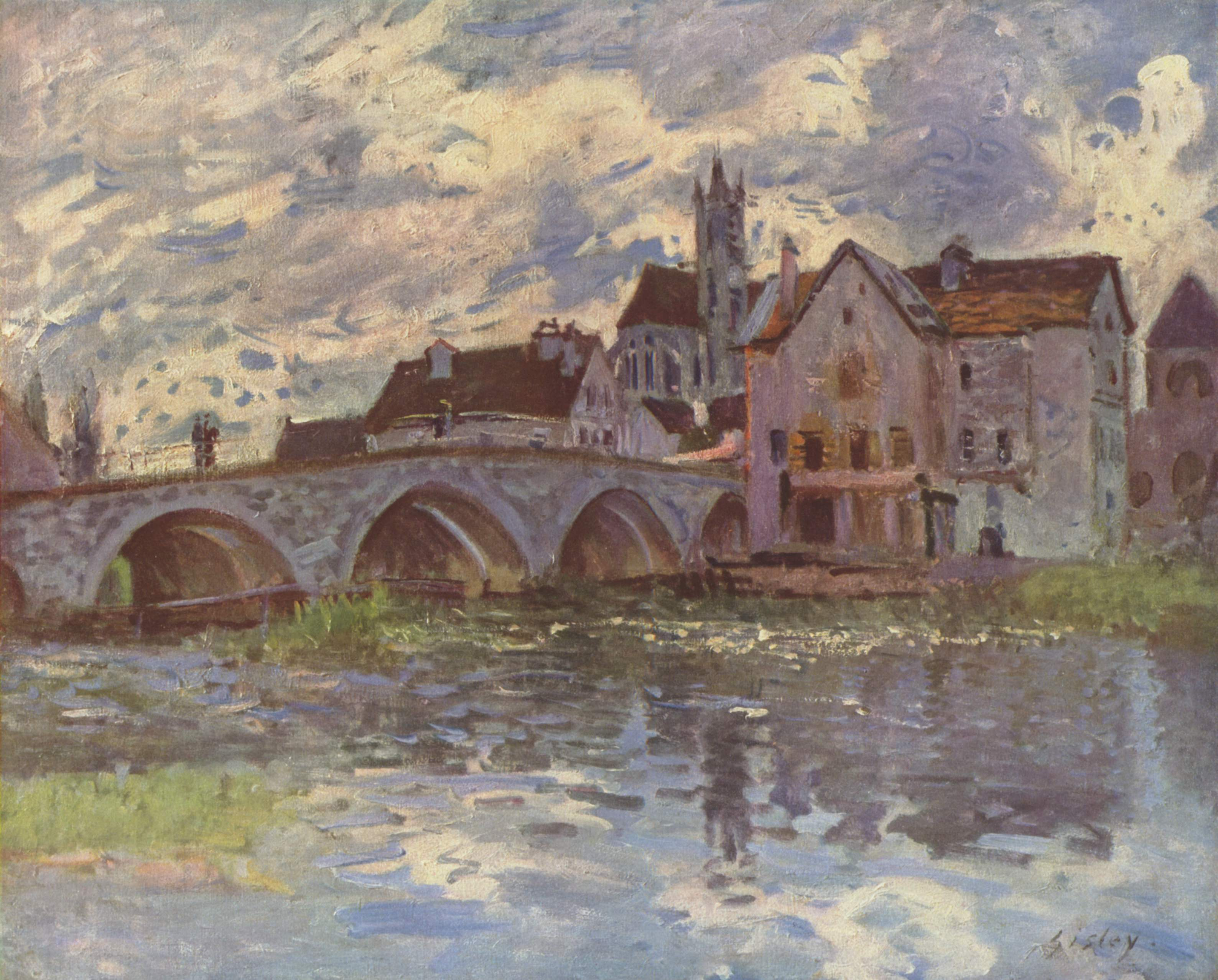
Il ponte sul Loing a Moret-sur-Loing, di Alfred Sisley (1885 circa)
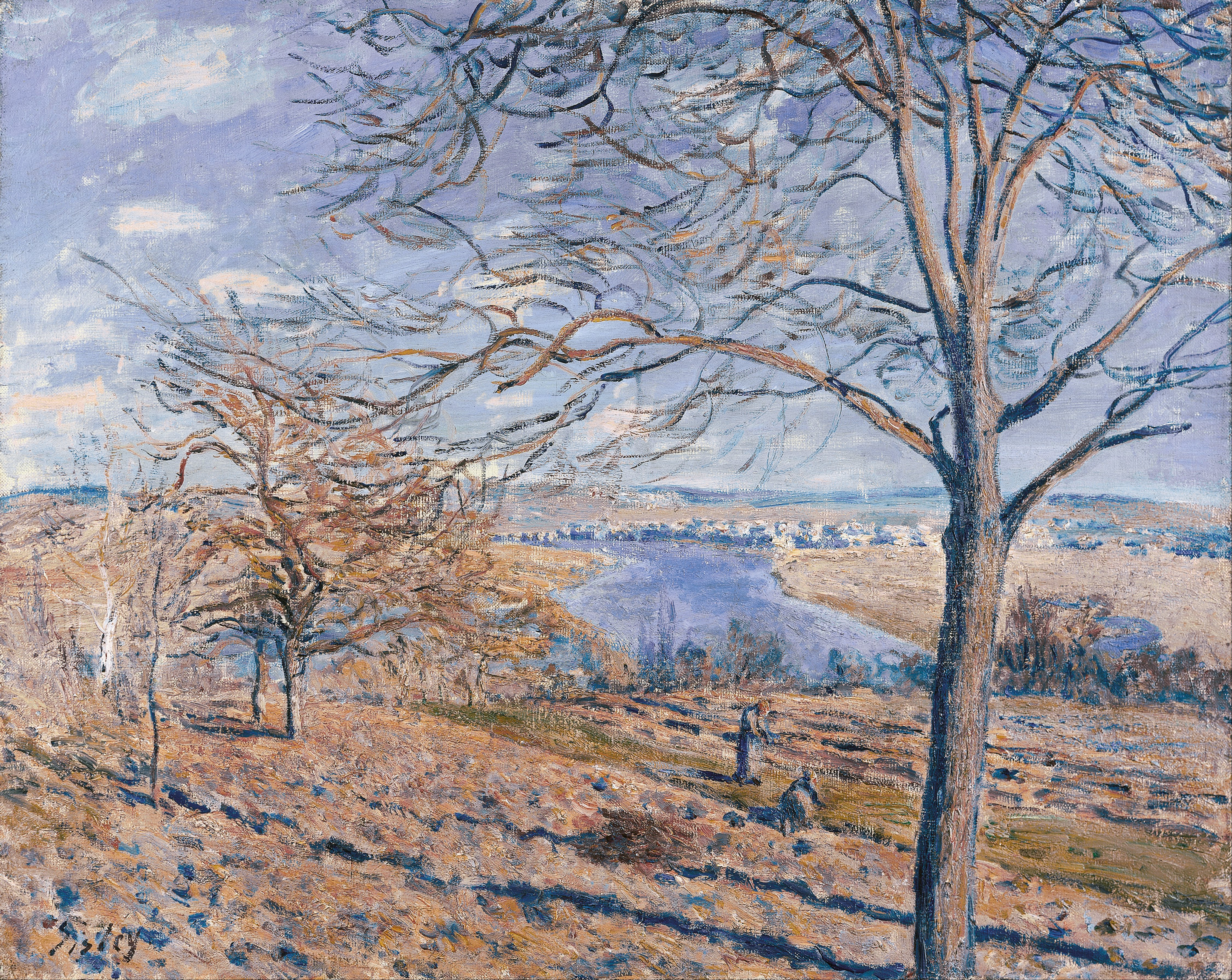
Alfred Sisley: Rive del Loing, effetti d'autunno (1881)
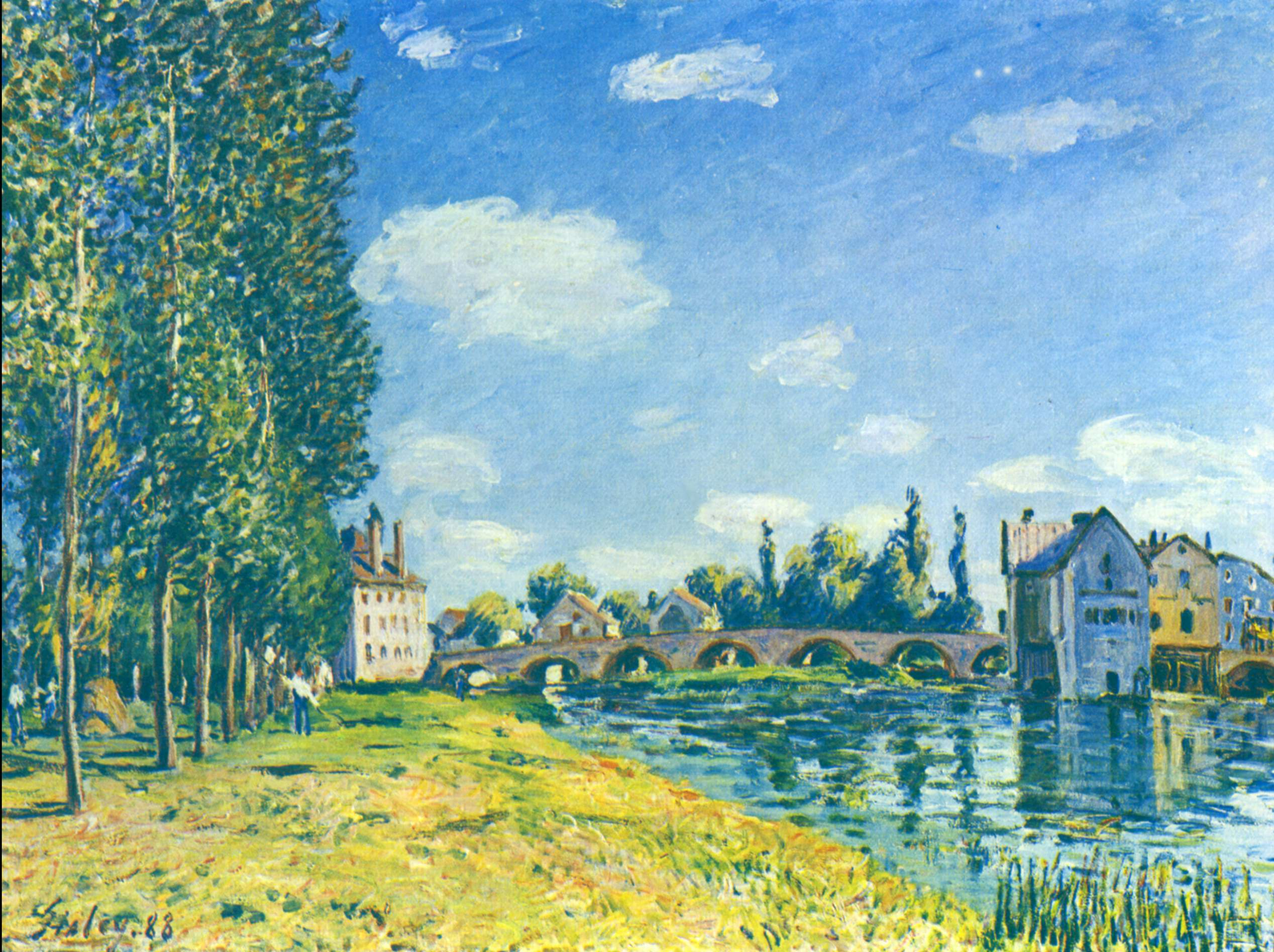
Alfred Sisley: Pont de Moret d'estate (1888)
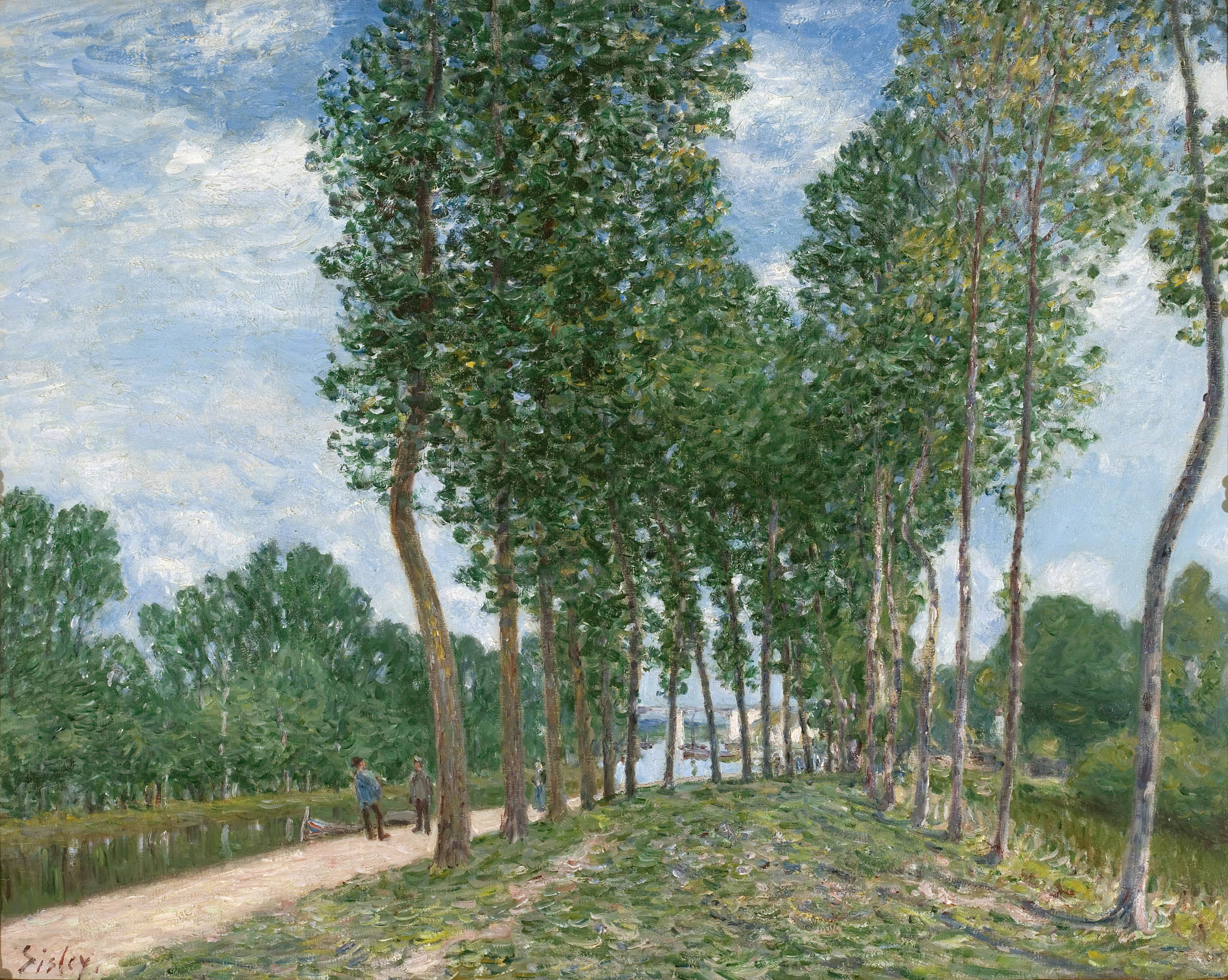
Alfred Sisley: Lungo il Loing presso Moret (1892)
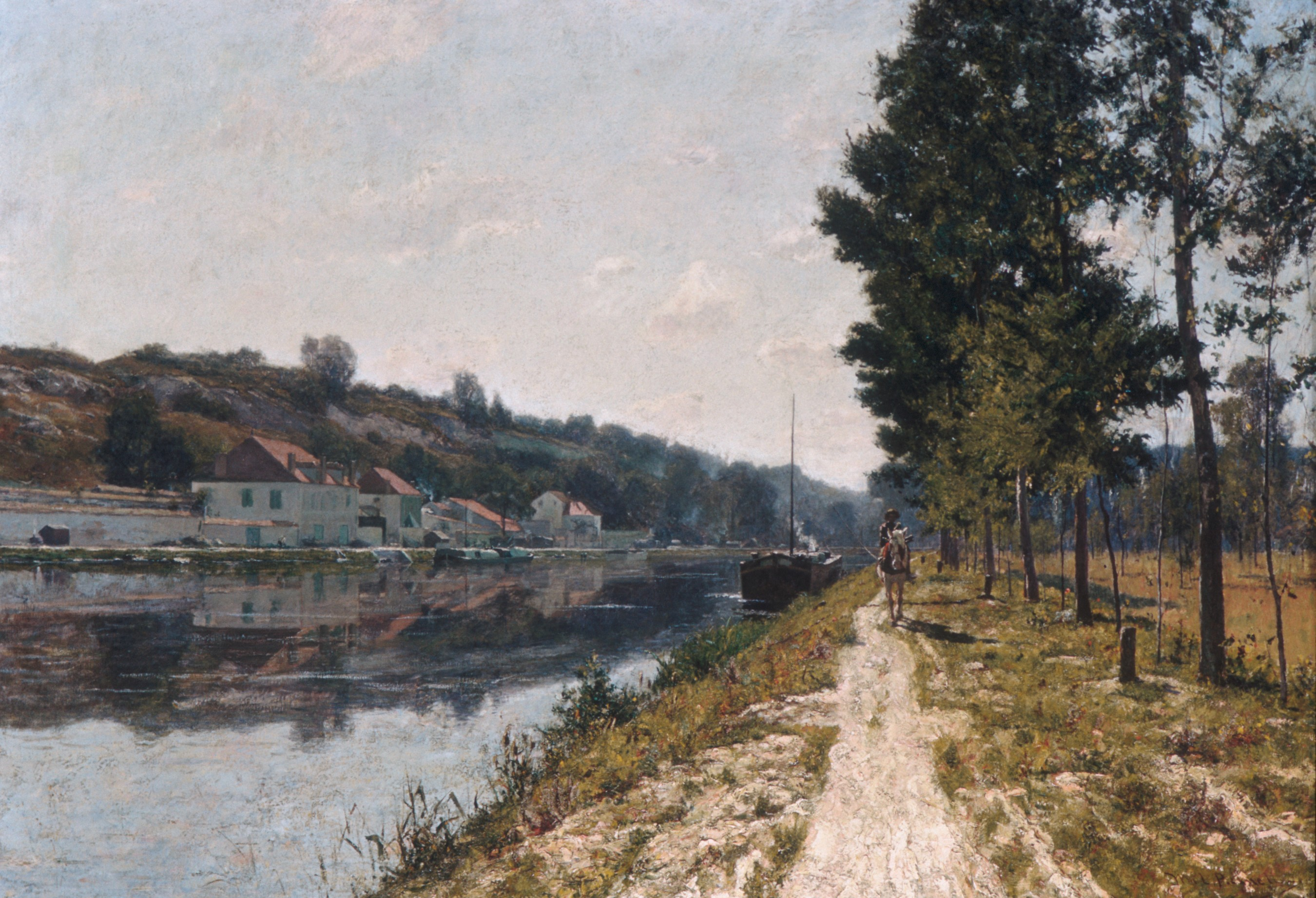
William Lamb Picknell: Rive del Loing (tra il 1894 e il 1897)
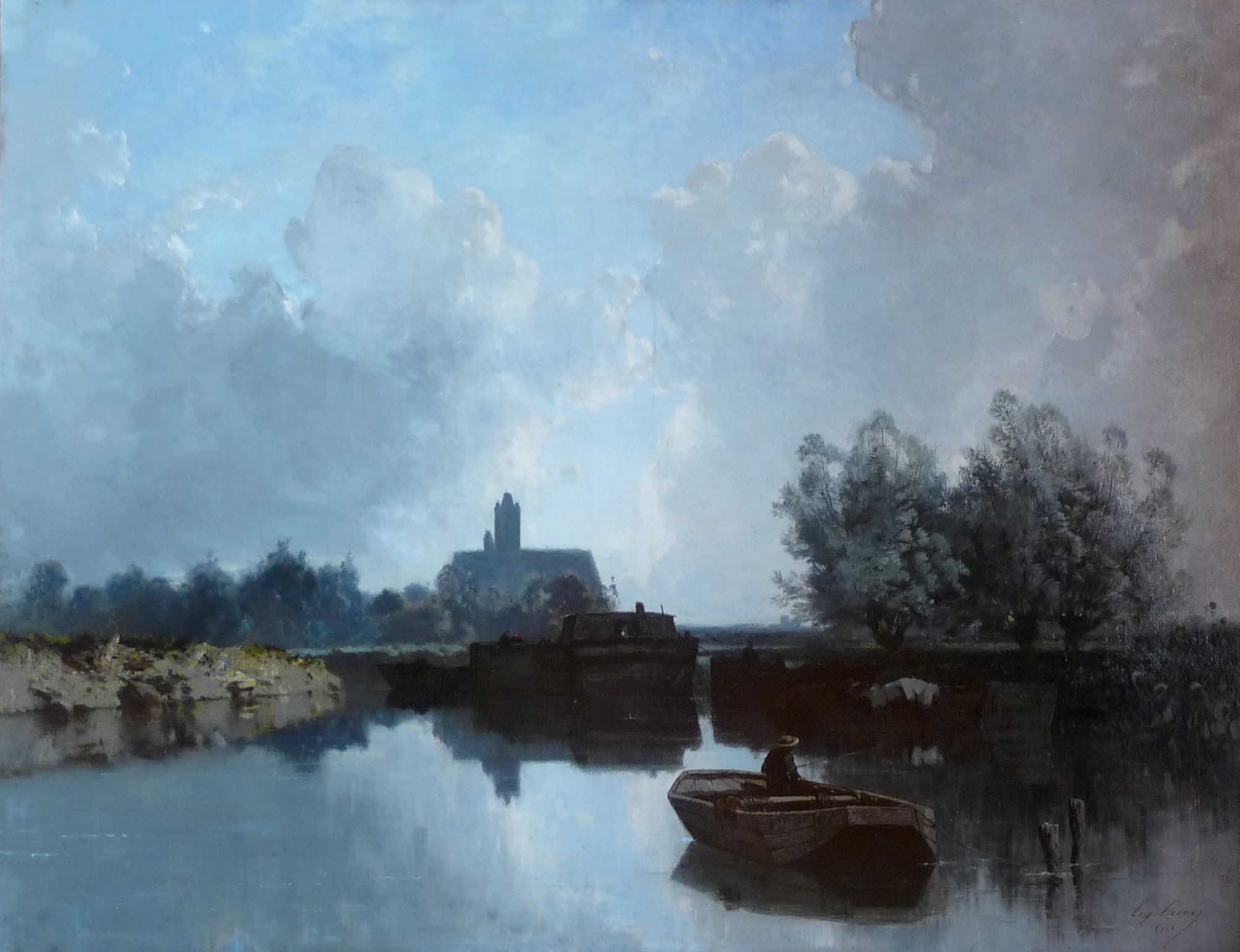
Eugène Cicéri: Ai bordi del Loing
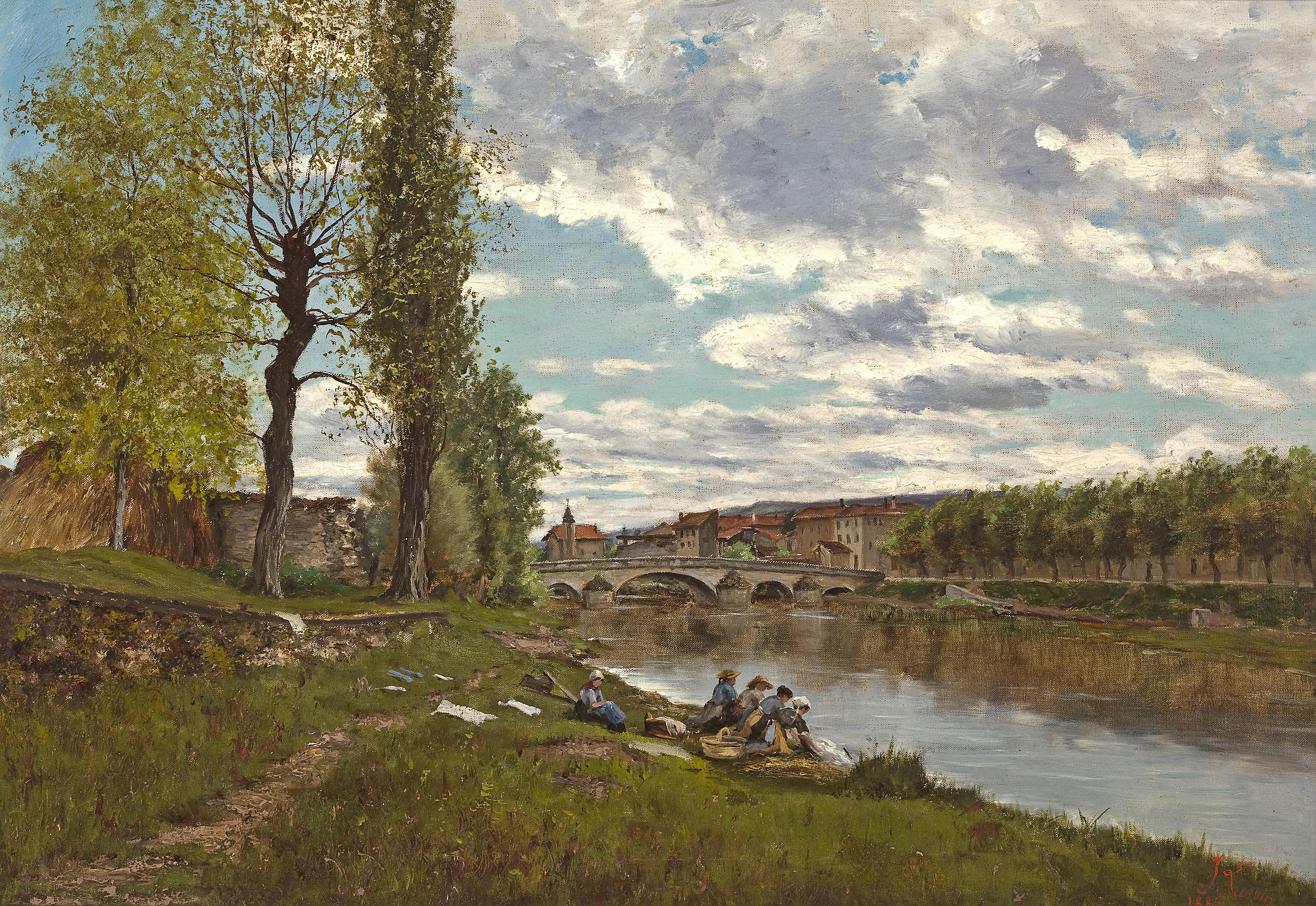
Eugène Galien-Laloue: Lavandaie sulla riva del Loing

## Nel cinema
Nel 1936, sulle rive del fiume Loing Jean Renoir (figlio del pittore impressionista Auguste Renoir) girò "Une partie de campagne" (La scampagnata). Il fiume sul quale la storia era ambientata originariamente era la Senna ma l'autore decise di inscenarla sulle rive del Loing.